# Premier vol
 (août 2024).
La mise en forme du texte ne suit pas les recommandations de Wikipédia : il faut le « wikifier ».
Les points d'amélioration suivants sont les cas les plus fréquents. Le détail des points à revoir est peut-être précisé sur la page de discussion.
- Les titres sont pré-formatés par le logiciel. Ils ne sont ni en capitales, ni en gras.
- Le texte ne doit pas être écrit en capitales (les noms de famille non plus), ni en gras, ni en italique, ni en « petit »…
- Le gras n'est utilisé que pour surligner le titre de l'article dans l'introduction, une seule fois.
- L'italique est rarement utilisé : mots en langue étrangère, titres d'œuvres, noms de bateaux, etc.
- Les citations ne sont pas en italique mais en corps de texte normal. Elles sont entourées par des guillemets français : « et ».
- Les listes à puces sont à éviter, des paragraphes rédigés étant largement préférés. Les tableaux sont à réserver à la présentation de données structurées (résultats, etc.).
- Les appels de note de bas de page (petits chiffres en exposant, introduits par l'outil «  Source ») sont à placer entre la fin de phrase et le point final[comme ça].
- Les liens internes (vers d'autres articles de Wikipédia) sont à choisir avec parcimonie. Créez des liens vers des articles approfondissant le sujet. Les termes génériques sans rapport avec le sujet sont à éviter, ainsi que les répétitions de liens vers un même terme.
- Les liens externes sont à placer uniquement dans une section « Liens externes », à la fin de l'article. Ces liens sont à choisir avec parcimonie suivant les règles définies. Si un lien sert de source à l'article, son insertion dans le texte est à faire par les notes de bas de page.
- La présentation des références doit suivre les conventions bibliographiques. Il est recommandé d'utiliser les modèles {{Ouvrage}}, {{Chapitre}}, {{Article}}, {{Lien web}} et/ou {{Bibliographie}}. Le mode d'édition visuel peut mettre en forme automatiquement les références.
- Insérer une infobox (cadre d'informations à droite) n'est pas obligatoire pour parachever la mise en page.

Pour une aide détaillée, merci de consulter Aide:Wikification.
Si vous pensez que ces points ont été résolus, vous pouvez retirer ce bandeau et améliorer la mise en forme d'un autre article.
 (février 2025).
Si vous disposez d'ouvrages ou d'articles de référence ou si vous connaissez des sites web de qualité traitant du thème abordé ici, merci de compléter l'article en donnant les références utiles à sa vérifiabilité et en les liant à la section « Notes et références ».
En aéronautique, le premier vol ou vol inaugural d'un avion est la première occasion pour celui-ci de prendre les airs par ses propres moyens. De manière analogue, en astronautique, le premier vol d'une fusée est la première fois pour cette dernière de voler de ses propres moyens, ayant pour but généralement d'atteindre l'orbite terrestre, ou de dépasser la limite de Karman, limite théorique entre l'espace et notre atmosphère.  
Le premier vol d'un avion est souvent un moment historique, c'est l'équivalent de la première mise à l'eau pour un bateau, mais c'est également un passage relativement critique car le comportement réel en vol de l'appareil n'est pas entièrement connu. Ce premier vol est presque toujours effectué par des pilotes d'essai expérimentés et souvent accompagné d'un appareil suiveur chargé de vérifier des paramètres tels que l'altitude, la vitesse, etc. Le vol inaugural est généralement l'étape succédant aux essais au sol (point fixe) et n'est qu'une étape du développement d'un nouvel appareil. À moins que celui-ci ne soit qu'un prototype (comme le X-15), l'avion doit subir toute une batterie de tests et d'essais en vol afin de vérifier son comportement et de s'assurer que les conditions de sécurité requises sont satisfaites. 
Le premier vol commercial peut se faire lorsque l'appareil a reçu les certifications de certaines agences gouvernementales, en particulier de l'Agence européenne de la sécurité aérienne et de la Federal Aviation Administration.

## Premiers vols remarquables (avions)

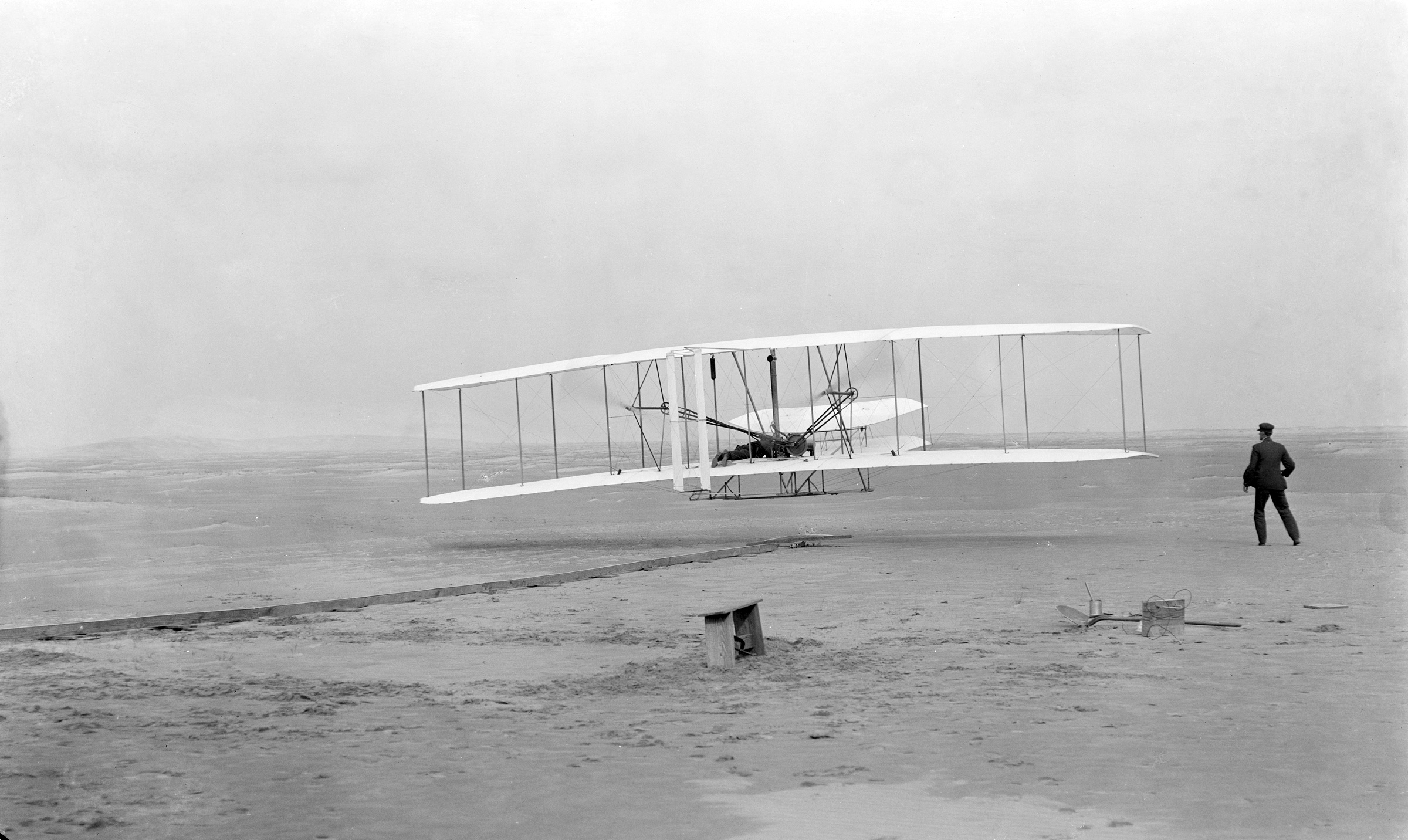
Le Wright Flyer en 1903.

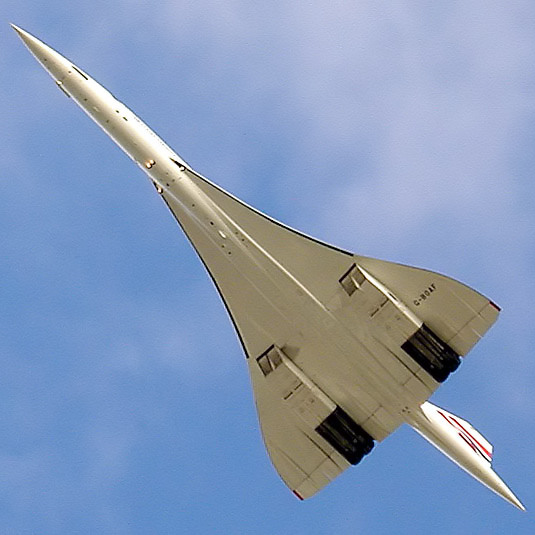
Le Concorde en 1969.

9 octobre 1890 : l'Éole (Avion I) de Clément Ader, premier vol motorisé d'un appareil plus lourd que l'air sans preuve formelle qu'il ait effectivement quitté le sol, ni qu'il ait pu manœuvrer l'appareil.
17 décembre 1903 : Wright Flyer, premier vol maîtrisé d'un appareil plus lourd que l'air, mais pas avec un décollage autopropulsé.
18 mars 1906 : Traian Vuia fait voler son Vuia n°1 à 1 mètre de hauteur sur une longueur d'environ douze mètres.
23 octobre 1906 : Alberto Santos-Dumont 14-bis, le premier vol public et contrôlé officiellement d’un plus lourd que l'air à moteur, couvrant une distance de 220 m en 21 secondes, à Bagatelle, Paris.
25 juillet 1909 : Blériot XI de Louis Blériot, première traversée de la Manche.
10 décembre 1913 : Ilia Mouromets, premier avion de ligne et bombardier.
18 avril 1927 : Spirit of St. Louis, premier vol de l'avion qui fit la première traversée transatlantique.
11 juin 1928 : Lippisch Ente, premier avion fusée.
5 mars 1936 : Supermarine Spitfire, premier vol du prototype.
17 décembre 1935 : Douglas DC-3.
27 août 1939 : Heinkel He 178, premier avion à réaction.
18 juillet 1942 : Messerschmitt Me 262, premier avion de chasse à réaction opérationnel.
19 janvier 1946 : Bell X-1, premier avion à franchir le mur du son.
2 novembre 1947 : Hughes H-4 Hercules, unique vol, 2e avion avec la plus grande envergure ayant jamais volé.
4 février 1948 : Douglas Skyrocket, premier avion à franchir Mach 2.
27 juillet 1949 : de Havilland Comet, premier avion de ligne à réaction.
23 août 1954 : Lockheed C-130 Hercules, transport militaire, toujours produit en 2018.
18 novembre 1955 : Bell X-2, premier avion à franchir Mach 3.
8 juin 1959 : North American X-15, premier avion spatial.
17 juin 1959 : Dassault Mirage IV premières commandes de vols électriques (au niveau de la dérive), en 1964.
25 avril 1962 : Lockheed A-12 Oxcart, avion espion volant à plus de Mach 3.
9 avril 1967 : Boeing 737, avion de ligne moyen-courrier.
31 décembre 1968 : Tupolev Tu-144, premier avion de ligne supersonique.
9 février 1969 : Boeing 747, premier très gros porteur.
2 mars 1969 : Concorde, premier vol transatlantique supersonique d'un avion de ligne, premier avion à commande de vol électriques (analogiques).
27 juillet 1972 :  McDonnell Douglas F-15, premier avion militaire à entièrement équipé de commandes de vol électrique.
28 octobre 1972 : Airbus A300, premier avion du constructeur européen Airbus.
1er décembre 1977 : Lockheed Have Blue, premier avion furtif.
22 février 1987 : Airbus A320, premier avion de ligne à commandes de vol électriques (numériques).
21 décembre 1988 : An-225 Mriya, record de l’avion le plus long et le plus lourd jamais construit.
15 septembre 1991 : McDonnell Douglas C-17 Globemaster III, avion de transport militaire.
28 février 1998 : Northrop Grumman RQ-4 Global Hawk, premier drone "stratégique" américain.
27 avril 2005 : Airbus A380, premier avion à réaction à double pont intégral.
28 novembre 2008 : Comac ARJ21, premier avion de ligne conçu en Chine.
11 décembre 2009 : Airbus A400M, premier Airbus à hélices.

## Premiers vols remarquables (fusées)
3 octobre 1942 : la fusée/missile V-2 effectue franchit la ligne de Kármán, ce qui en fait le premier objet fabriqué par l'homme à atteindre l'espace.
3 août 1953 : le PGM-11 Redstone, conçu par Wernher von Braun, est le premier gros missile balistique américain.
4 octobre 1957 : Spoutnik, première fusée orbitale.
22 décembre 1960 : Vostok-K, première fusée destinée aux vols habités (premier vol habité le 12 avril 1961).